# توازن القوى (علاقات دولية)
توازن القوى (Balance of Power):
نظرية تقوم على أن وجود الدول والتحالفات في حالة تكاد تتعادل فيها قوتها العسكرية أمر من شأنه أن يحول دون نشوب النزاع المسلح، وعليه فإن بعضاً من الدول تسعى إلى الحفاظ على التوازن العسكري فيما بينها، ويعتبر سعي إحدى الدول لزيادة قدرتها العسكرية بالصورة التي تخل بتوازن القوى أمراً يدعو للاضطراب ويولّد سعياً من قبل الدول الأخرى لتعزيز توازن القوى بمعاهدات تلتزم فيها الدول الأطراف بالحفاظ على قوتها العسكرية ضمن حدود مقبولة من الدول الأخرى. وفي معاهدات السلام التي تبرم بين الدول بعد انقضاء الحروب يتم في العادة التطرق لتوازن القوى والإشارة إلى الترتيبات التي من شأنها أن تحافظ عليه وتحول دون الإخلال به.
تقول نظرية توازن القوى في العلاقات الدولية أن بإمكان الدولة ضمان وجودها عبر منع أي دولة أخرى من اكتساب قوة عسكرية تمكنها من الهيمنة على الدول الأخرى. إذا أصبحت دولة ما شديدة القوة، تقول النظرية أنها ستستغل جيرانها الأضعف منها، وبالتالي تدفعهم إلى الاتحاد وتشكيل تحالفٍ دفاعي. يدعي بعض الفلاسفة من أنصار الواقعية السياسية أن نظام توازن القوى أكثر اسقرارًا من النظام الآخر الذي تهيمن من خلاله دولة واحدة، فلا يكون خيار اللجوء إلى العدوان حلًا مربحًا عندما يوجد توازن في القوى بين الأحلاف المتخاصمة.
عندما تتعرض دولة ما للتهديد، فتلجأ إلى الحماية إما عن طريق إحداث توازنٍ في القوى، وذلك عبر التحالف مع الدول الأخرى ضد التهديد المحدق بهم، أو التحالف مع القوى العظمى والتي تهدد الدول الأخرى. من استراتيجيات التحالف الأخرى نجد نظرية تمرير المسؤولية والتقارن المتسلسل. خاض الواقعيون جدالات طويلة بخصوص تأثير قطبية النظام السياسي على التكتيكات التي يختارها، لكن من المتفق عليه أن في جميع الأنظمة القطبية، لا تملك القوى العظمى خيارًا سوى أن تواجه بعضها البعض. وبالإضافة للنقاشات المتعلقة بمدى انتشار توازن القوى في أنماط التحالفات، تنتقد مدارس أخرى مختصة بالعلاقات الدولية، مثل المدرسة البنائية، نظرية توازن القوى، وتعارض بذلك المعتقدات الأساسية لنظرية الواقعية السياسية المهتمة بالنظام الدولي وسلوك الدول.

## الواقعية والتوازن

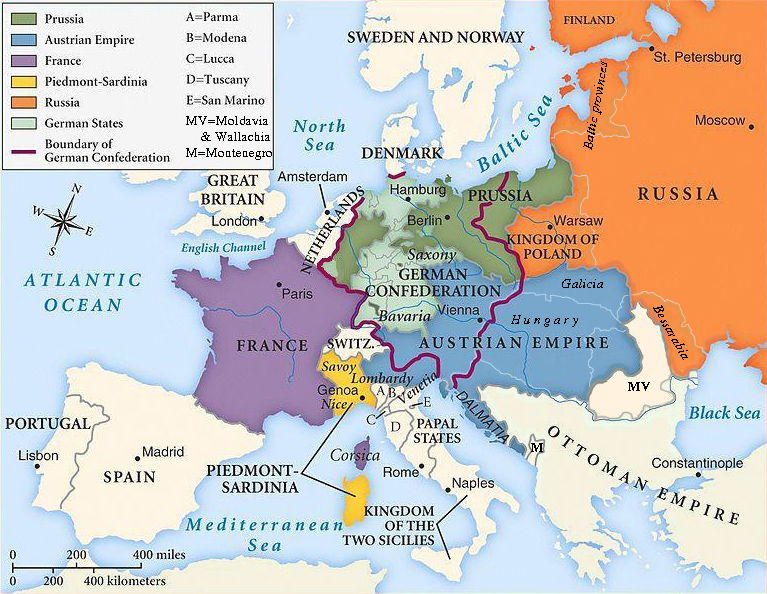
أوروبا بعد مؤتمر فيينا عام 1815، وهذا مثال على محاولة تحقيق توازن في القوى الأوروبية.

تعتبر نظرية توازن القوى إحدى الركائز الأساسية لكل من نظرية الواقعية الكلاسيكية ونظرية العلاقات الدولية، وتسعى لتوضيح مفهوم تشكيل تحالفات. ونظراً لفكرة الفوضى في العلاقات الدولية التي تتبناها الواقعية الجديدة، يجب أن تضمن الدول بقاءها من خلال الحفاظ على قوتها وزيادتها في عالم يزيد فيه الاعتماد على المساعدة الذاتية. تحاول الدول تجنب الوقوع تحت أي هيمنة محتملة عليها من قبل قوى متوازنة. ووفقاً لكينيث والتز مؤسس الواقعية الجديدة، تسود سياسة توازن القوى عندما يتم استيفاء مطلبين اثنين فقط وهما: أن يكون النظام فوضوياً وأن يكون مشغولاً من قبل وحدات ترغب بالبقاء على قيد الحياة. ويمكن للدول القيام بذلك من خلال «التوازن الداخلي» حيث تستخدم الدولة جهودها الداخلية لزيادة قدراتها الاقتصادية ولتطوير استراتيجيات ذكية وزيادة القوة العسكرية، أو من خلال «التوازن الخارجي» والذي يحدث عندما تتخذ الدولة تدابير خارجية لزيادة أمنها عن طريق تشكيل تحالفات مع دول أخرى.

## تاريخ
يُعد المبدأ المختص بالحفاظ على توازن القوى باعتباره هدفًا من أهداف السياسة الخارجية أمرًا قديمًا قدم التاريخ، مثلما أوضح ديفيد هيوم في مؤلفه بحثٌ عن توازن القوى، ويبدو أن الإغريق استخدموا هذا المبدأ أيضًا، مثلما فعل ثوسيديديس، المنظر السياسي ورجل الدولة العملي. أكدت دراسة من عام 2018 نُشرت ضمن فصلية الدراسات الدولية أن «الخطابات التي ألقاها أهل كورنثوس منذ ما قبل الحروب الفارسية وحتى نهاية الحروب البيلوبونيزية، توفر مثالًا راسخًا عن سياساتهم الخارجية: وأن الأحلام الإمبراطورية والدائمة، خاصة ميول أثينا وإسبرطة وثيفا، يجب ردعها لمنع إحدى المدن المستبدة من البروز داخل مجتمع دول المدن الإغريقية».
ظهرت قضية توازن القوى في عصر النهضة داخل دول المدن الإيطالية في القرن الخامس عشر، فكان فرانشيسكو سفورزا دوق ميلان ولورينزو دي ميديتشي حاكم فلورنسا من أوائل الحكام الذين سعوا وراء تلك السياسة، خاصة بعد توقيع اتفاقية العصبة الإيطالية، لكن المؤرخين ينسبون الميل وراء توازن القوى إلى حكام فلورنسا من آل ميديتشي. بإمكاننا العثور على نقاش حول سياسة فلورنسا في مؤلف De Bello Italico لـبرناردو روتشيلاي، أحد أقرباء آل ميديتشي. تكلم روتشيلاي في مؤلفه عن تاريخ غزو إيطاليا على يد شارل السابع ملك فرنسا، وطُرحت فيه عبارة توازن القوى ضمن سياق التحليل التاريخي.
مهدت الأممية لعقيدة توازن القوى، والأولى كانت الاتجاه السائد في العلاقات الدولية الأوروبية قبل صلح وستفاليا. حصل المصطلح على اهتمام عقب معاهدة أوترخت عام 1713.
في بدايات القرن السابع عشر، تمكن هوغو غروتيوس وحلفاؤه من تأسيس علم القانون الدولي، وتشكل توازن القوى باعتباره إحدى المبادئ الأساسية للدبلوماسية. ووفقًا لهذا المبدأ الجديد، شكلت الدول الأوروبية نوعًا من المجتمع الفيدرالي، وهو الشرط الرئيس للحفاظ على توازن القوى، مثل التخلص من العوامل أو الأشياء التي لا يجب على دولة (أو حاكم) ما السيطرة عليها بشكل مطلق بينما تسن الدولة قوانينًا وتفرضها على العناصر الأخرى من المجتمع. وبما أن الجميع أبدى اهتمامًا بهذا النمط من الاستقرار، فمن صالح وحق وواجب كل دولة أو قوة عظمى التدخل، حتى لو باستخدام القوة، عندما يتعرض أي شرط من شروط ذاك التوازن إلى الانتهاك من طرف أعضاء ذاك المجتمع الفيدرالي.
عندما يتشكل مبدأ توازن القوى ذاك، سيصبح إحدى بديهيات العلوم السياسية. أثر فينيلون في مؤلفه توجيهات على دوفين فرنسا الأصغر من خلال هذه البديهية. نشر فريدريش الأكبر هذا المبدأ في مؤلفه ضد ميكافيلي في جميع أنحاء العالم. في عام 1806، أعاد فريدريش فون غينتز تعريف المبدأ بوضوح وبشكل مفهوم، في مؤلفه شذرات عن توازن القوى. شكّل المبدأ أساس التحالفات التي ظهرت ضد الملك لويس الرابع عشر ونابليون بونابرت، وكان سببًا (أو عذرًا) لمعظم الحروب الأوروبية التي اندلعت في الفترة الزمنية الواقعة بين صلح وستفاليا (عام 1648) ومؤتمر فيينا (1814). رحبت بريطانيا خصيصًا بمبدأ توازن القوى، وخلال الحرب العالمية الأولى أيضًا، حينها حاولت بريطانيا ردع قوة أوروبية أرضية من منافسة تفوق البحرية البريطانية.

خلال معظم القرن التاسع عشر، أخلّت سلسلة الانتفاضات القومية، التي غيّرت خارطة أوروبا وأعادت تشكيلها، بتوازن القوى. لكنها مهدت الظروف وأعدت ركيزة أساسية لجميع الجهود الدبلوماسية الساعية لترويض القوى الوطنية التي أشلعلت فتيلها الثورةُ الفرنسية. عقب الثورة الفرنسية، وتزامنًا استعادة الهدوء النسبي، برز مبدأ توازن القوى مجددًا باعتباره الدافع المحرك للتحالفات السياسية المختلفة، والتي كان هدفها الظاهري الحفاظ على السلام. يعلّق المؤرخ الدبلوماسي الإنجليزي إيه. جاي. بي تايلور عن ذلك متحدثًا عن الفترة الواقعة بين عامي 1848-1914:
عرفت أوروبا فترات من السلام بقدر فترات الحروب، فهي تدين بفترات السلام تلك إلى توازن القوى. لم تملك دولة ما قوة كافية للتغلب على جميع الدول الأخرى، بل أن الغيرة المتبادلة بين القوى العظمى حافظت أيضًا على الدول الصغيرة، والتي لم تكن قادرة على الدفاع عن نفسها.
بالتحدث عن الفترة التي ذكرها تايلور، وتحديدًا الـ 25 سنة الأخيرة، قال زميله الأمريكي، المؤرخ الدبلوماسي إدوارد ميد إيرل: «خلال السنوات الخمس والعشرين الأخيرة، التي بدأت نحو العام 1890، عاشت أوروبا والشرق الأقصى تحت توازن القوى غير المستقر... بالنتيجة، انتقل العالم بشكل جنوني من أزمة إلى أخرى حتى وصل إلى الكارثة». واستنتج: «قد يودي بنا توازن القوى إلى الهلاك». جهّزت نظرية توازن القوى لحدوث كارثتين في عام 1939 و1914، حسبما كتب كلارينس ستريت في كتابه الشهير الاتحاد الآن. فلا وجود لسياسة سلام أكثر عقمًا وخداعًا ووهمًا وتفجرًا أكثر من توازن القوى».

منذ عام 1945، تفوقت جدالات ستريت وإيرل على نقاش تايلور. شنّ علماء الذرة هجومًا شاملًا على مبدأ توازن القوى:
«أصبح نظام توازن القوى سيئ السمعة اليوم. تفترض المصادر التي تذكر مبدأ توازن القوى، حتى من طرف المؤرخين المحترفين والمحامين الدوليين، أن الأخير واحدٌ من اثنين: إما نظام حرب يكرر فشله أو نظامٌ لصنع الحرب وغالبًا ما ينجح في هدفه... خلال الفترة التي هيمن فيها نظام توازن القوى على نظام السياسة الأوروبي، فلنقل من عام 1648 حتى عام 1918، لم يكن سِجل المبدأ في منع الحروب حافلًا بالنجاحات. بل كان مسؤولًا في أغلب الأحيان عن بدء حروب أكثر من تلك التي ردعها».